# (9451) 1998 BE2
A (9451) 1998 BE2 a Naprendszer kisbolygóövében található aszteroida. A LINEAR program keretében fedezték fel 1998. január 20-án.